# Тетеринский переулок
Тете́ринский переу́лок — улица в центре Москвы в Таганском районе между Верхней Радищевской улицей и улицей Земляной Вал.

## Происхождение названия
Название возникло в начале XVIII века (в форме Тетерина улица; название Тетеринский переулок — с начала XIX века) по расположению на месте Тетериной слободки, которая упоминается в делах Преображенского приказа за 1716 год. Её название, видимо, произошло от некалендарного личного имени Тетеря или от фамилии Тетерин.

## Описание
Тетеринский переулок начинается от места перехода Яузской улицы в Верхнюю Радищевскую приблизительно напротив Рюмина переулка, проходит на восток, слева к нему примыкает Землянский переулок, заканчивается на Садовом кольце на Земляном Валу.

## Примечательные здания и сооружения
По нечётной стороне:
- № 11/6 — здание больницы (1975, архитектор Калабина)[2]
- № 15, стр. 1 — административное здание Тетеринского рынка (нач. 1950-х, архитектор С. А. Харитонов)[2]

По чётной стороне:
- № 2А — школьное здание (1936, архитектор А. В. Машинский)[3] ныне — Московский институт открытого образования (ГАОУ ДПО МИОО);
- № 12 — Доходное владение купцов Кононовых: доходный дом (1888; 1914)[2]
- № 14 — Доходный дом П. И. Задориной (1912, архитектор О. О. Шишковский)
- № 18, строение 8 — деревянный жилой дом (конец XIX в.)[2]